# LIFriends
LIFriends（リフレンズ）は、東京都羽村市出身の男性5人組メロディラップバンドである。所属事務所はライジングプロダクション、レーベルはインペリアルレコード。

## メンバー
| 名前(ふりがな)       | 本名(ふりがな)                  | メンバーカラー | 担当         | 生年月日 (年齢)       | 血液型 | 出身小学校・中学校                           | 備考                                                                          |
| -------------------- | ------------------------------- | -------------- | ------------ | --------------------- | ------ | -------------------------------------------- | ----------------------------------------------------------------------------- |
| SHUNKUN (しゅんくん) | 関口 駿介 (せきぐち しゅんすけ) | ピンク         | Vocal        | 1990年7月26日（35歳） | 不明   | 青梅市立新町小学校・青梅市立新町中学校       |                                                                               |
| FUNKY (ふぁんきー)   | 梶木 拓馬 (かじき たくま)       | 赤             | Bass&Vocal   | 1991年2月22日（34歳） | O型    | 羽村市立富士見小学校・羽村市立羽村第二中学校 | リーダー 東京スクールオブミュージック専門学校渋谷ベーステクニックコース卒業生 |
| MAKOTO (まこと)      | 村上 誠 (むらかみ まこと)       | 青             | Guitar&Vocal | 1990年12月3日（34歳） | B型    | 羽村市立栄小学校・羽村市立羽村第二中学校     |                                                                               |
| KAMI (かみ)          | 神山 寛之 (かみやま ひろゆき)   | 黄色           | Keyboard     | 1991年3月2日（34歳）  | O型    | 羽村市立松林小学校・羽村市立羽村第二中学校   |                                                                               |
| HAYATO (はやと)      | 伊藤 隼斗 (いとう はやと)       | 緑             | Drums        | 1991年1月18日（34歳） | A型    | 羽村市立富士見小学校・羽村市立羽村第二中学校 |                                                                               |

関連ユニット
- 32（サンツー） (@3259150014) - X[6][7]
  - たくま (FUNKY) と まこと (MAKOTO) がゆずに憧れ、中学2年生の冬に結成したフォークデュオ。地道な路上活動を経て、高校生の時に少しの間活動を休止したが、2013年7月に活動を再開した。3月2日は「32 (サンツー) の日」で、2015年で結成10周年を迎えた。
  - 32（サンツー）の由来は、中学生の頃のクラスが「3年2組」だったため。

## コンセプト・特徴
- 『メロディーラップバンド』または『パーティーロックバンド』…「ロックでキャッチーなメロディー」を大切にするメロディーラップという独自のスタイル[注 2]でライブの観客を全員笑顔にし、会場一体を巻き込むライブパフォーマンスから[1][2]。
- 『共に歩む道』…「十人十色の夢を追う中で、余りの嬉しさで溢れ出す笑みも余りの悔しさで流す涙も共に経験し、共有し、お互いの夢を成し遂げた際に嬉し涙としわくちゃな笑顔で肩を抱き喜び合うまでの道」から。
- 「音楽とライブで全国に笑顔を届ける」という理念を掲げて乗用車「ファルコン号」を使用して全国を駆け巡り、さらにCDシングルやライブイベントのPR、自身の名を更に拡散するためにラジオキャンペーンも行う。
- モットーは「郷土愛」で、生まれ育った羽村市を有名にすべく活動する。多摩地域などを中心にライブイベントを展開したり、メンバー全員で手描きのプロフィールチラシを作成し配布したり[8]と積極的に活動を行っている。
- 応援店舗での宣伝ポスターの掲示を『ジャック』、特に羽村市でのジャックを『羽村ジャック』と呼ぶ。
- ファンを「リフレンジャー」と呼び、特に男性ファンを「男子リフレンジャー[注 3]」と呼ぶ。
- ファンがメンバーに送る元気やパワーを『元気玉』と呼ぶ。語源は『ドラゴンボール』の必殺技からだといわれる。
- メンバーは、羽村市の西多摩自動車学校で運転免許を取得。また、美容院mailoでヘアメイクを行っている。更に、埼玉県のFMラジオ局・FM NACK5のリスナー (ナックファイバー) であることを公言している。

## 来歴

### 「LIFE LINE」時代
- 2006年5月20日に「文化祭でモテよう」と、東京都立羽村高等学校[注 4]軽音楽部の同級生により、LIFriendsの前身「LIFE LINE」(ライフ ライン) を結成。2007年より多摩地域を中心にライブ活動を開始[1]。バンド名の由来は「自分たちの人生という線の上で、自分たちの音楽を通していろんな人と繋がっていきたい」。
- 結成当初は全く楽器を触ったことのないメンバーもいる「ゼロからのスタート」だった。羽村市にはライブハウスがないため、立川市のライブハウス兼スタジオ立川Live Bar Heart Beat (以下、立川ハートビート) で高校卒業までの約3年間、精力的にライブ活動に励んだ。そこで面倒を見て貰ったのが、同所のオーナーkamomeである。

- 活動をスタートさせてから、ただ楽しむ段階から次のステップへ上がるきっかけとなったのが、多摩地域の高校生バンドが競い合うイベント「ハイスクールバトル」であった。2007年12月22日 (高校2年生時) に立川ハートビートで行われた「ハイスクールバトル2007 ~年間グランプリ決勝大会~」では準優勝だったが、2008年12月21日 (高校3年生時) の同大会では優勝、リベンジを果たした。
- 高校を卒業した2009年3月からは立川ハートビートを拠点に、アルバイトをしながら自主活動を継続した。5月30日にindies 1stシングル『BOSPMNANIE』、同年12月5日にindies 2ndシングル『Love&Music』を発売。それに伴い、初企画ライブ「Let's Enjoy Life!! Vol.1 / Vol.2」を開催した。
- 2010年8月、「ある程度の曲も揃って準備もできたので、高校の3年間と地元で地道に頑張ってきた集大成」としてindies 1st miniアルバム『BLAST!!』を発売。それに伴い、レコ発ツアー「Let's Enjoy Life ~ALL FOR ONE~」を開催し、初の東北地方と東海地方でのツアーを全16公演開催。また、同年10月16日に立川ハートビートにてツアーファイナル「Let's Enjoy Life ~ALL FOR ONE TOUR FINAL~」を行った。約150人を動員し、同所の動員記録を塗り替えた。
- 2010年11月13日、府中Flightで行われたJ:COM TVで放送している多摩地区発アマチュアバンド紹介番組「Tama Rock City（TRC） 2010 Vol.5」で立川ハートビート推薦として出場し、実行委員特別賞を受賞した[9][10]。
- 2011年、東京都港区六本木にて株式会社 TOIL&MOILの岩崎貞文 (後のマネージャー) と出会い、ライジングプロダクション (旧：ヴィジョンファクトリー) に入所する。
- 6月26日・7月1日、立川ハートビートで行われたワンマンライブ「旅立ち!?」は2日間とも盛況で、昨年行われたツアーファイナルでの動員記録をまたも塗り替えた。このライブを機にバンド名を「LIFE LINE」から「LIFriends」に改名する。LIFE (「LIFE LINE」の言葉のどれかを残したかった) とFriends (高校時代からの友達で組んでいるバンド) を掛け合わせた造語で、由来は「自分たちの人生の中で、いろんな方と繋がって、自分たちの音楽が聴く人によって少しでも背中を押せるようなバンドになりたい」。当初の読みは「ライフレンズ」だったが、読みづらいという声があったため2012年に「リフレンズ」に改名する。

### 「LIFriends」時代

#### 2011年
- 7月31日、東京都羽村市で行われた「第36回はむら夏まつり」において羽村駅前メインステージで大トリを務め、約2,000人を動員した。また、これを多摩ケーブルネットワークが密着取材し、ニュースや新聞などに取り上げられた。
- 9月18日、東京都港区の六本木morph-tokyoにて初の東京23区内でのワンマンライブ「今年も最高の夏が終わった??!」が行われ、入口での入場規制がかかる程の満員で大盛況を納めた。
- 11月6日、共に歩む道プロジェクト第1弾として富士見公園で行われた「第42回羽村市産業祭」において特設ステージでのライブには約3,000～4,000人の観客が集まった。その模様を翌日のスポーツ新聞（デイリースポーツ・スポーツ報知[11]）などに取り上げられ、羽村市が大々的に掲載された。

#### 2012年
- 1月7日、共に歩む道プロジェクト第2弾として生涯学習センターゆとろぎ大ホールでワンコインワンマンライブが行われ、約1000人を動員した。更に、同年3月1日にindies 1st配信シングル『桜街道（着うた）』で配信デビューすることを発表した[12]。
- 3月1日、indies 1st配信シングル『桜街道（着うた）』を発売。
- 4月18日、indies 1st配信シングル『桜街道（着うたフル）』を発売。
- 4月30日、立川ハートビートで「~Let's Enjoy LIVE!! Vol.2~」が行われ、夏期に青梅線ほぼ全区間の夏まつりに出演（西多摩旋風計画）し、立川ハートビートで7daysワンマンライブを行うことを発表した。
- 8月1日、indies 2nd配信シングル『サマラブイリュージョン[注 5]』発売。
- 8月5日 - 11日、立川ハートビートで「LIFriends 7デイズ ワンマンライブ 共に歩む道 in 立川」を開催し、8月5日（初日）と11日（最終日）は単独公演、6日はLABOON・7日は+Plus・8日は中ノ森文子・9日はWHITE JAM・10日はRain&Kenがゲストアーティストとして出演[13]。
- 12月23日、立川ハートビートで第1弾として「LIFriends × フラチナリズム 2マンライブ feat. Mr.LADY」が行われ、同時上映として『世にも微妙な物語 '12 クリ◯◯ス ~遂に立川は、こいつらを入れてしまった。~』を公開した。初のライブと上映のコラボレーションである。

#### 2013年
- 1月2日、indies 3rd配信シングル『あかい夜空』を発売。
- 1月12日、生涯学習センターゆとろぎ大ホールで羽村 共に歩む道実行委員会主催「LIFriends あけおめハムライブ2013 『100×10=絆』」が行われ、約1,000人を動員した。その模様が翌日のスポーツ新聞 (スポーツ報知) や翌々日のテレビ番組（日本テレビ「PON!」）に取り上げられた。
- 3月13日、同年7月24日にインペリアルレコードより1stシングル『愛して止まないロックンロール』でメジャーCDデビューすることを発表した。
- 3月31日、立川ハートビートで第2弾として「LIFriends × フラチナリズム 2マンライブ」が行われ、同時上映として『MOODIES』(ムーディーズ) [注 6]』を公開した。
- 『メジャーデビューまでの約2ヶ月半で100本を目標にライブを行って、少しでも多くの方に知ってもらいたい！』『ここからがまた新たな“共に歩む道”のスタートだ！』という気持ちを込めて「1万人にLIFriendsを届けよう!!~デビューまでの100本ライブ!!!!~ メジャー1stシングル発売記念インストアライブツアー」を行った。その模様が同年5月17日のスポーツ新聞（スポーツ報知[14]）に取り上げられた。
- 6月10日、渋谷duo MUSIC EXCHANGEで単独公演「LIFriends スペシャルフリーライブ~羽村のあいつらデビューらしいぞ!!~」を開催。スローガンは「デビューまでに『10000人にLIFriendsを届けよう』」。1stシングル『愛して止まないロックンロール』の先行予約も行われた。
- 6月17日、1stシングル『愛して止まないロックンロール』がレコチョクにて着うた先行配信。
- 7月21日 - 28日、東京都内（21日 - 23日は六本木morph-tokyo、24日 - 27日は立川ハートビート、グランドフィナーレである28日は はむら夏まつり 野外特設ステージ）で「LIFriends 7days ONEMAN LIVE +1 共に歩む道~みんなで掴んだメジャーデビュー記念スペシャル~」が行われ、21日・27日・28日は単独公演、22日はA.F.R.O、23日はThe LADYBIRD、24日は中ノ森文子、25日はキミカズ・32(サンツー)、26日はフラチナリズムがゲストアーティストとして出演した。
- 7月24日、1stシングル『愛して止まないロックンロール』を発売。
- 7月28日、羽村駅前広場で行われた「第38回はむら夏まつり」に出演し、“羽村市の魅力を広く、様々な場所でPRしていくため”の『はむら応援隊長』に任命された[3][4][15][16]。また、翌年2月8日に渋谷公会堂で初のワンマンライブを行うことを発表する[2][3][4][15]。
- 8月30日、柏PALOOZAで「LIFriends 柏で初企画! “共に歩む道”~今年最後の真夏の夜の夢を一緒に見てもえぇじゃないか!~」を行った。
- 9月1日、季の郷 湯ら里で行われた「奥会津ロックフェスティバル（奥'Rock）'13」に出演し、泉谷しげると共演した。泉谷とは以前に日比谷野外音楽堂で行われた主催のイベントでスタッフとして面識があり、ステージ設営や裏方の手伝いを行った。
- 9月8日・2014年7月19日、ちけっとぽーと ぴあSTATION（SHIBUYA109 2F）で1時間店長を務めた[17][18][19][20]。
- 9月22日、生涯学習センターゆとろぎ大ホールで行われた「秋の交通安全フェスティバル」において福生警察署から1日警察署長を任命。
- 9月23日、2ndシングル『アゲアゲええじゃないか!!!』がレコチョクにて着うた先行配信。
- 10月20日、みやざき臨海公園・サンマリーナ宮崎で行われた「水平線の花火と音楽4」に出演。前々日から会場入りして会場設営や清掃などの手伝いを行い、裏方としての働きぶりに感動した主催者・泉谷しげるの誘いを受け、エンディングのステージで競演した。そのきっかけでたくさんのリフレンジャーが増え、宮崎県が〝第二の故郷〟となった。
- 10月23日、2ndシングル『アゲアゲええじゃないか!!!』を発売。それに伴い、同年11月4日のスポーツ新聞（中日スポーツ[21]）に取り上げられた。
- 10月26日 - 11月13日、LIFriends ツアー2013「どんなに大きな未来もきっと初めは小さなことから」※俺たちワンマン出来るのか??!を開催。
- 12月19日、3rdシングル『ラブミーベイベー』がレコチョクにて着うた先行配信された。
- 12月23日、立川ハートビートで株式会社 TOIL&MOIL主催「LIFriends 初めての2回公演 “慌てん坊のサンタクロースはトナ神に乗ってやってきた”」が開催し、第1部はフラチナリズム、第2部はGrandStandと共にツーマンライブを行った。
- 12月24日、東京都立川市で32 (サンツー) の路上ライブを開催。

#### 2014年
- 1月15日、3rdシングル『ラブミーベイベー / スーパスマイラー』を発売。
- 2月8日、この日に開催予定だった東京都渋谷区の渋谷公会堂での初のワンマンライブが平成26年の大雪のため中止となる。当公演はリフレンジャーの間で「幻の渋公」と呼ばれることとなった。振替公演として同年8月10日に全国ツアー2014のファイナルとして東京都千代田区の日比谷野外音楽堂でワンマンライブを行うことを発表した[22]。
- 2月11日、新宿村LIVEで開催された「RISING FESTIVAL -GET INTO THE GROOVE-」に出演した[23]。
- 2月15日、長崎県諫早市のRajaで「LIFriends初めての場所でワンマンライブシリーズ 共に歩む道~俺達の初めての長崎~」を行った。
- 3月8日に日本青年館大ホール、同年3月15日に堂島リバーフォーラムで開催された「『FMS歌謡祭』東京公演 / 大阪公演」に出演した。[24]。
- 4月26日、生涯学習センターゆとろぎ大ホールでワンマンライブ「共に歩む道 ~俺達の羽村ゆとろぎ大ホール~ supported by 西多摩自動車学校」を開催[25]。
- 5月20日、結成8周年記念日においてアメブロのコメント数が200件を超えたらお祝いツイキャス「8年間を振り返る大お誕生会」を行う条件で、満たすことが出来たため実行した。
- 5月23日、六本木morph-tokyoで開催された株式会社 TOIL&MOIL主催「トイモイ祭2014~梅雨~」に出演した。
- メジャーデビュー2周年を記念として初の全国12箇所を回るツアーを行った「LIFriends チョーやべー TOUR2014 全国羽村化計画 共に歩む道の先へ <FINAL8.10野音>」 (以下、「全国ツアー2014」) 。また、8月10日に開催したツアーファイナル「LIFriends チョーやべーTOUR2014 全国羽村化計画 共に歩む道の先へ TOUR FINAL 共に歩む道～俺達の日比谷野外音楽堂～」に盟友の新里宏太がゲスト出演し、『君の瞳にロックオン』を初披露した[26][27][28]。同公演は約3,000人を動員した。また、2015年に日本武道館でワンマンライブを行うことを宣言した[29][30][31][32]。
- 8月20日、feat.新里宏太『君の瞳にロックオン』を発売。
- 8月26日にFukuoka INSA、同年8月27日にell.FITS ALL、同年8月28日にVUENOS TOKYOで「WHITE JAM / Brand New Vibe / LIFriends 3マンライブ」を行った。
- 8月30日、美坂高原特設ステージで行われた「奥会津ロックフェスティバル（奥'Rock）'14」に出演[33]。
- 9月24日 - 29日、同年8月10日に行われた全国ツアー2014のファイナル日比谷野外音楽堂公演の写真展「Route 8.10 LIFriends 日比谷野外音楽堂 ~LIFriends × 日本写真芸術専門学校ライブステージフォトゼミ学園祭特別企画展~」をSpace Jingで開催[34][35][36]。
- 10月19日、みやざき臨海公園・サンマリーナ宮崎で行われた「水平線の花火と音楽5」に出演。泉谷しげるから直々にボランティア隊長に任命された。1週間前から会場入りし、ボランティア参加者とともに会場設営や後片付け、テレビやラジオなどでイベント宣伝を行った。
- 10月31日、六本木morph-tokyoで開催された、株式会社 TOIL&MOIL主催「トイモイ祭2014〜ハロウィン〜君の心にtrick or treat!」に出演した。SHUNKUNはドナルド・マクドナルド、FUNKYはマスクからスタンリー・ザ・マスク、MAKOTOはジェイソン・ボーヒーズ、KAMIはダース・モール、HAYATOはジョーカーに仮装して参加。また、同年11月2日に柏PALOOZAで行われたUNIST主催ライブ「ガチでやる気マンマングローブ」でも仮装を行った[37][38]。
- 11月7日から21日までのキャンペーン期間中にCDショップ対象店で4thシングル『仲間』の先着予約特典として「年末リフジャンボ宝くじ[39]」を入手することが出来た。
- 11月14日、赤坂BLITZで開催された「RISING FESTIVAL Vol.2 -GET INTO THE GROOVE-」に出演した[40]。
- 11月17日 - 20日、4thシングル『仲間』のPRのためにSHUNKUNとHAYATOが福岡市・広島市・神戸市・大阪市・名古屋市・浜松市のラジオ局や店舗を訪問するキャンペーンを行った[41][42][43][44]。
- 11月26日、4thシングル『仲間』を発売。
- 12月7日、初の主催野外音楽フェス「第1回羽村にぎわい音楽祭2014」を羽村駅西口前特設会場で開催。地元・羽村市との共催で地域活性化の試みとして行うイベントで、約4000人を動員した。出演者はLIFriends、AMEMIYA、A.F.R.O、新里宏太、泉谷しげる (応援参戦)[45][注 7]。また、地域の商店を巡り、魅力を知ってもらうために羽村東口商店会と本町西口商店会共同で「はむらにぎわいスタンプラリー」を行った[46][47][48][49][50]。
- 東京都羽村市五ノ神の「五ノ神児童公園」の通称が羽村東口商店会と羽村市商工会の協力により「LIFriends公園」となった[49][50]。
- 12月23日に立川ハートビート、同年12月25日に八王子CLUB ZONEで「LIFriends × フラチナリズム Xmas 2マン「リフレンズとフラチナリズムどっちが男としてダメなのかクリスマスに白黒ハッキリさせようじゃないか… リフフラBUSAIKU!??!」立川編 / 八王子編」を行った。
- 12月31日、立川ハートビートで「初めてのカウントダウンワンマン〜LIFriends The BEST〜」を行った。

#### 2015年
- 1月1日、昨年12月31日のカウントダウンライブ終盤に同年3月18日に1st fullアルバム『リフレンズ』の発売、47都道府県全国ツアー「LIFriends 47都道府県全部いっちゃうぜTOUR2015 「ROAD to 武道館!!」ツアーファイナル渋谷公会堂（以下、「47都道府県ツアー2015」）」の開催を発表した。また、7月5日のツアーファイナルには、昨年2月8日に中止された渋谷公会堂でのリベンジワンマンライブを行うことが決定した[51]。
- 2月8日、赤坂BLITZで東京女子流主催の「ザ・対バン Vol.2」に出演[52][53][54][55]。
- 2月15日、NHKホールで日本レコード協会が主催する無料ライブイベント「Coming Next 2015」にテイチクエンタテインメント代表として出演[56][57]。
- 2月18日から3月18日までの計5回、毎週水曜日の22:00より公式YouTubeチャンネルで「LIFriends Wednesday」を動画配信し、1st fullアルバム『リフレンズ』について語った[58][59]。
- 2月19日、柏PALOOZAで行われた「jealkb 関東制圧薔薇撤キTOUR jealkb VS LIFriends」に出演[60]。
- 「LIFriendsを卒業関係の行事に呼んで直接4thシングル『仲間』を歌ってもらおうキャンペーン (突撃ライブ)」において、2月28日に青森県弘前市の柴田女子高等学校の「卒業を祝う会」でミニライブを行った（東奥日報の記事より）。
- 3月7日・8日、ラーメンスクエア（アレアレア2 3F）で「LIFriends ツアー 《47都道府県全部行っちゃうぜ！ ROAD to 武道館》  TOUR FINALを飾る“渋谷公会堂”公演チケット最速先行発表会！」が2日間に渡って行われ、チケット発売を兼ねるミニライブを行った。
- Music Jacket Promotion Committeeが主催する「ミュージック・ジャケット大賞2015」で4thシングル『仲間』が大賞候補50作品に選ばれた[61][62]。
- 3月18日、1st fullアルバム『リフレンズ』を発売。
- 6月19日、22:00よりツイキャスで47都道府県ツアー2015のツアーファイナル・渋谷公会堂公演まで残り約2週間の決起集会を行った。
- 7月5日、渋谷公会堂で47都道府県ツアー2015のファイナル公演が開催され、約2,000人を動員[63]。
- 7月26日、「第40回はむら夏まつり」において羽村駅東口駅前メインステージでライブイベントを行った[注 8]。また、主催野外音楽フェス「第2回羽村にぎわい音楽祭2015」を同年11月29日に開催することを発表した。
- 7月30日、六本木morph-tokyoで47都道府県ツアー2015・ツアーファイナル渋谷公会堂公演のアフターワンマンライブ「TSM渋谷のみんな、ありがとう！」を開催[64][65]。
- 8月1日・2日、長崎県営野球場 (長崎ビッグNスタジアム) で行われた「RISING PEACE FES 2015 in NAGASAKI」に出演。また、8月2日にその模様をLINE LIVE CASTで生中継配信した。[66][67]
- 8月22日、の六本木morph-tokyoで株式会社 TOIL&MOIL主催 岩崎貞文生誕祭30歳突入記念「トイモイ祭~残暑~」に出演。
- 8月29日、美坂高原特設ステージで行われた「奥会津ロックフェスティバル（奥'Rock）'15」に出演。3回連続の最多出演となる[68]。
- 9月22日、六本木morph-tokyoで「まみりふれんず ワンマンライブ」が行われ、まみりふれんずが出演し、LIFriends、まなみのりさがオープニングアクトで出演した。
- 10月9日、原宿アストロホールで「LIFriends VS jealkb 対決形式2マンライブ Vol.3!! ~出演順は販売数できまる! チケットを多く売れた方が後攻のガチ勝負ライブ!~」を開催[69]。
- 10月11日、杏林大学八王子キャンパス学園祭「杏林祭2015」において松田記念館（J棟）で『LIFriendsワンマンライブ~共に繋がろう~』を開催[70]。
- 10月18日、みやざき臨海公園・サンマリーナ宮崎で行われた「水平線と花火と音楽6」に出演。今回もボランティア隊長として前々日から会場入りし、会場設営や清掃、事務所の整理の手伝いを行った[71]。
- 10月22日、WEATHER KINGで主催ライブ『水平線の花火と音楽6」本番翌日のガラ拾い参加者特別優待企画スペシャルライブ「水平線の花火と音楽6 勝手にアフターパーティ「ボランティア、ガラ拾い、みんなお疲れ様でした！」」を開催。
- 10月29日に柏PALOOZA、30日に六本木morph-tokyoでLIFriends × フラチナリズム主催「HELLOWEEN PARTY 2015」を開催。ゲストアーティストとして29日はUCHUSENTAI NOIZ、Sissy、30日はブレエメン、天才凡人が出演。「美少女戦士セーラームーン」のキャラクターにそれぞれ仮装した。SHUNKUNはセーラームーン、FUNKYはセーラーマーズ、MAKOTOはセーラーマーキュリー、KAMIはセーラーヴィーナス、HAYATOはセーラージュピター。
- 11月21日、立川ハートビートで「LIFriends and しなまゆ メモリアル2Man ~10年間のありがとう~」を開催[注 9]。ライブ内で2016年1月27日に5thシングル『恋のヒットパレード』をリリースすることを発表した[72][73]。
- 11月29日、羽村駅西口前特設会場で主催野外音楽フェス「第2回羽村にぎわい音楽祭2015」が開催。出演アーティストはLIFriends、東京女子流、山猿、フラチナリズム、Brand New Vibe、特別応援ゲストは朝日奈央、古坂大魔王&夏江紘実 from FM NACK5「The Nutty Radio Show おに魂」。当イベントで『恋のヒットパレード』を初披露、「LIFriends 10th Anniversary 関東LIVE HOUSE ワンマン TOUR 2016 (以下、「関東ライブハウスワンマンツアー2016」)」の開催を発表[74]した。また、昨年同様「羽村にぎわいスタンプラリー[75]」を行った[76]。
- 12月10日、11月29日に行われた「第2回羽村にぎわい音楽祭2015」の「羽村にぎわいスタンプラリー」抽選当選者対象の羽村市動物公園ツアーを開催。
- 12月21日、18:00より5thシングル『恋のヒットパレード』のミュージック・ビデオとディスクジャケットを公開[77]、22:00より“たくさんの人に『恋のヒットパレード』を届けたい、聖なる夜が近いということでドキドキ・ワクワクしたい”そのような皆さんと共に楽しんでいく為にクリフマスSP企画「みんなが拡散タクロースになって恋のヒットパレードをプレゼントしよう！[78]」を発表。100リツイートを超えたら「クリスマスリフレンズスペシャル画像」、250リツイートを超えたら「クリスマススペシャルVine」、500リツイートを超えたら「クリスマスは一人マスではなくクリフマスで盛り上がろうぜツイキャス」という条件で全て達成したため、同年24日のクリスマス・イヴに実行した。
- 12月29日・30日・31日、舞浜アンフィシアターで行われたカウントダウンイベント「RISING FES 2015~2016」に出演[79]。

#### 2016年
- 1月27日、5thシングル『恋のヒットパレード』を発売。
- 2月5日 - 21日、関東ライブハウスワンマンツアー2016の前に関東各地で路上ライブを行う企画「LIFriends結成10周年関東ツアー直前!!"1人でも多くの人にLIFriendsを伝えにいくための路上ライブツアー!!"」を開催[80]。
- 4月9日、「BROOKS Presents 2016 NACK5 チームランin西武プリンスドーム」に池辺愛とともに『愛の戦士リフレンズ』として参加。
- 5月から12月にかけて六本木morph-tokyoで開催されるライブイベント「RISING ROCK FES」に出演[81]。
- 10月19日、宮崎県宮崎市のみやざき臨海公園・サンマリーナ宮崎で行われた「水平線と花火と音楽FINAL」に出演。
- 主催野外音楽フェス「第3回羽村にぎわい音楽祭2016」において、11月27日に羽村駅西口前特設会場で「LIFriends 結成10周年! 生まれ育った羽村に錦を飾る!」、12月24日に羽村市生涯学習センターゆとろぎ大ホールで「LIFriends 結成10周年!ワンマンライブ10周年の締めくくりも、11周年の始まりもやっぱり羽村でしょ!」を開催。

#### 2017年
- 4月19日、6thシングル『俺たちのララバイ』を発売。
- 5月3日、宮崎遠征の帰路にて交通事故を起こす。SHUNKUNが右足を骨折し、それに伴う治療及びリハビリのため、同年5月29日までのイベントや公演を全てキャンセルとなった[82][83]。
- 6月6日、六本木morph-tokyoで行われた「RISING ROCK FES」よりボーカル不在のまま活動再開。
- 11月26日、羽村駅西口前特設会場で主催野外音楽フェス「第4回羽村にぎわい音楽祭2017」を開催。
- 12月16日、マイナビ赤坂BLITZで行われたワンマンライブ「SHUNKUN復活祭～君と大切な人へ～」でSHUNKUNが約8ヶ月ぶりに完全復活した[84]。

#### 2018年
- 7月25日、7thシングル『サマータイムロック』を発売。収録曲の『大切』をFM NACK5のパーソナリティーが歌い繋ぐというコラボ企画を実施[85]。
- 12月2日、羽村駅西口前特設会場で主催野外音楽フェス「第5回羽村にぎわい音楽祭2018」を開催。

#### 2019年
- 2月9日、公式サイトにて解散を発表し、同年5月より立川Live Bar Heart Beatおよび六本木morph-tokyoで対バンライブ、同年7月から8月にかけて最後のワンマンツアーを開催[86]。
- 7月24日、ベストアルバム『LIFE』発売。バンドにとって最後のリリースとなる[87]。
- 8月3日、LIFriends FINALワンマンツアー共に歩む道～の最終日。ラストライブを羽村市生涯学習センターのゆとろぎ大ホールで開催し解散。

#### 2023年
- 10月29日、Spotify O-WESTにてchuLaとのツーマンライブ「Special 2man live chuLa VS LIFriends」を開催し、1日限りの再結成を果たした[88]。

## ディスコグラフィ

### 「LIFE LINE」名義

#### シングル
| シングル   | リリース日    | タイトル   |
| ---------- | ------------- | ---------- |
| indies 1st | 2009年5月30日 | BOSPMNANIE |
| indies 2nd | 2009年12月5日 | Love&Music |

#### アルバム
| アルバム        | リリース日 | タイトル |
| --------------- | ---------- | -------- |
| indies 1st mini | 2010年8月  | BLAST!!  |

### 「LIFriends」名義

#### 配信シングル
| 配信シングル | リリース日    | タイトル                         | 順位 |
| ------------ | ------------- | -------------------------------- | ---- |
| indies 1st   | 2012年3月1日  | 桜街道（着うた）                 | 2位  |
| indies 1st   | 2012年4月18日 | 桜街道（着うたフル）             | 2位  |
| indies 2nd   | 2012年8月1日  | サマラブイリュージョン（着うた） | 1位  |
| indies 3rd   | 2013年1月2日  | あかい夜空（着うた）             | 1位  |

#### CDシングル
| シングル                     | リリース日                   | タイトル                            | 順位                         | 販売形態                     | 商品コード                   | 形態                           | 収録曲                                                                      |
| インペリアルレコードレーベル | インペリアルレコードレーベル | インペリアルレコードレーベル        | インペリアルレコードレーベル | インペリアルレコードレーベル | インペリアルレコードレーベル | インペリアルレコードレーベル   | インペリアルレコードレーベル                                                |
| ---------------------------- | ---------------------------- | ----------------------------------- | ---------------------------- | ---------------------------- | ---------------------------- | ------------------------------ | --------------------------------------------------------------------------- |
| 1st                          | 2013年7月24日                | 愛して止まないロックンロール        | 30位                         | CD＋DVD CD                   | TECI-311 TECI-312 TECI-313   | 初回限定盤A 初回限定盤B 通常盤 | サマラブイリュージョン2013 あかい夜空 絆（2013.1.12 at 羽村ゆとろぎホール） |
| 2nd                          | 2013年10月23日               | アゲアゲええじゃないか!!!           | 35位                         | CD＋DVD CD                   | TECI-321 TECI-322 TECI-323   | 初回限定盤A 初回限定盤B 通常盤 | 大バカ野郎 曇り空はやがて晴れる                                             |
| 3rd                          | 2014年1月15日                | ラブミーベイベー / スーパスマイラー | 19位                         | CD＋DVD CD                   | TECI-326 TECI-327 TECI-328   | 初回限定盤A 初回限定盤B 通常盤 | スーパスマイラー TV.size 明日にかける虹 桜街道 -2014-                       |
| 4th                          | 2014年11月26日               | 仲間                                | 43位                         | CD＋DVD CD                   | TECI-341 TECI-342            | 初回限定盤 通常盤              | アップダウンガール 歓声                                                     |
| 5th                          | 2016年1月27日                | 恋のヒットパレード                  | 38位                         | CD＋DVD CD                   | TECI-395 TECI-396            | 初回限定盤 通常盤              | チャンス 笑顔の作り方                                                       |
| 6th                          | 2017年4月19日                | 俺たちのララバイ                    |                              | CD＋DVD CD                   | TECI-551 TECI-552 TECI-553   | 初回限定盤A 初回限定盤B 通常盤 | E-感じ My Pace Welcome to TOKYO                                             |
| 7th                          | 2018年7月25日                | サマータイムロック                  |                              | CD＋DVD CD                   | TECI-628 TECI-629 TECI-630   | 初回限定盤A 初回限定盤B 通常盤 | LOOK OUT 給水塔 大切                                                        |

#### フィーチャリングシングル
| feat.                        | リリース日                   | タイトル                     | 順位                         | 販売形態                     | 商品コード                   | 形態                         | 収録曲                       |
| インペリアルレコードレーベル | インペリアルレコードレーベル | インペリアルレコードレーベル | インペリアルレコードレーベル | インペリアルレコードレーベル | インペリアルレコードレーベル | インペリアルレコードレーベル | インペリアルレコードレーベル |
| ---------------------------- | ---------------------------- | ---------------------------- | ---------------------------- | ---------------------------- | ---------------------------- | ---------------------------- | ---------------------------- |
| 新里宏太                     | 2014年8月20日                | 君の瞳にロックオン           | 38位                         | CD＋DVD CD                   | TECI-354 TECI-355            | 初回限定盤 通常盤            | ボクラノナツ Party Rock Star |

#### アルバム
| アルバム                     | リリース日                   | タイトル                     | 順位                         | 販売形態                     | 商品コード                   | 形態                         | 新録曲 |
| インペリアルレコードレーベル | インペリアルレコードレーベル | インペリアルレコードレーベル | インペリアルレコードレーベル | インペリアルレコードレーベル | インペリアルレコードレーベル | インペリアルレコードレーベル | インペリアルレコードレーベル                                                                                     |
| ---------------------------- | ---------------------------- | ---------------------------- | ---------------------------- | ---------------------------- | ---------------------------- | ---------------------------- | --- |
| 1st full                     | 2015年3月18日                | リフレンズ                   | 93位                         | 2CD CD                       | TECI-1453 TECI-1455          | 初回限定盤 通常盤            | HARUKAZE Pess !! Pess !!2 グッドタイム Take It Easy Pass !!3 灼熱ランデブー 夏色サイクル グッバイ（Bonus Track） |
| best album                   | 2019年7月24日                | LIFE                         |                              | 2CD                          | TECI-1647                    |                              | |

#### 参加作品
| リリース日    | タイトル                                                            | 楽曲                                |
| ------------- | ------------------------------------------------------------------- | ----------------------------------- |
| 2014年7月23日 | LINDBERG TRIBUTE 〜みんなのリンドバーグ〜（トリビュート・アルバム） | LINDBERG『恋をしようよYeah! Yeah!』 |

#### 楽曲提供
| リリース日    | アーティスト        | タイトル       | クレジット                       | 備考                                         |
| ------------- | ------------------- | -------------- | -------------------------------- | -------------------------------------------- |
| 2014年10月9日 | はむりん            | はむりんのうた | 作曲：LIFriends                  | 羽村市公式ゆるキャラ「はむりん」テーマソング |
| 2016年5月25日 | ベイビーレイズJAPAN | ワハハ         | 作詞、作曲、編曲：LIFriends      | 12thシングル初回限定盤Bに収録                |
| 2017年6月14日 | ふわふわ            | 恋花火         | 作詞・作曲：LIFriends／編曲：KAZ | 4thシングル（両A面2曲目）                    |
| 2019年7月31日 | 新里宏太            | Ready          | 作詞・作曲・編曲：LIFriends      | 2ndシングルカップリング曲                    |

### タイアップ
| 楽曲                                 | タイアップ | 収録作品 |
| ------------------------------------ | --- | --- |
| 桜街道                               | 日本テレビ系「PON!」エンディングテーマ（2012年3月度） | レコチョク・iTunes楽曲 DAM★うた・DAM★うたフル（オリジナル版） 3rdシングル『ラブミーベイベー / スーパスマイラー』 |
| サマラブイリュージョン               | Rainbowtown FM「Emotional Beat 姫ラジ」オープニングテーマ（2012年） | レコチョク・iTunes楽曲 DAM★うた・DAM★うたフル（オリジナル版） 1stシングル『愛して止まないロックンロール』        |
| 愛して止まないロックンロール         | TBS系「CDTV」エンディングテーマ（2013年7月度） 全国32局ネット音楽番組「MUSIC B.B.」マンスリーエンディングテーマ（2013年7月度） bayfm「MIDNIGHT POWER PLAY」（パワープレイ、2013年7月22日 - 28日） FM-FUJI「SOUND FOREST」（パワープレイ、2013年7月16日 - 8月15日） | 1stシングル『愛して止まないロックンロール』                                                                      |
| 絆～僕らが探していたもの～           | J:COMチャンネル東京他「高校野球 西東京大会ダイジェスト生放送」エンディングテーマソング（2013年7月7日 - 28日） | 1stシングル『愛して止まないロックンロール』                                                                      |
| アゲアゲええじゃないか!!!            | TBS系「アッコにおまかせ!」エンディングテーマ（2013年10月 - 12月） ふくしまFM「Prime Music」（パワープレイ、2013年10月度） FM PORT「POWER PLAY」（パワープレイ、2013年10月度） @FM「＠FM POWER PLAY」（パワープレイ、2013年10月度） RADIO BERRY「B-HOT! Rookies」（パワープレイ、2013年10月度） レディオキューブFM三重「New Comer」（パワープレイ、2013年10月度） FM徳島「サウンド・ウェーブ」（パワープレイ、2013年10月度）                              | 2ndシングル『アゲアゲええじゃないか!!!』                                                                         |
| 曇り空はやがて晴れる                 | Date fm「MEGA PLAY」（パワープレイ、2013年10月度） | 2ndシングル『アゲアゲええじゃないか!!!』                                                                         |
| ラブミーベイベー                     | TBS系「有田のヤラシイハナシ」エンディングテーマ くまもと県民テレビ「Saturday ココ Smile サタデココ」マンスリーエンディングテーマ（2014年1月度） | 3rdシングル『ラブミーベイベー / スーパスマイラー』                                                               |
| スーパスマイラー                     | NHK総合「団地ともお」エンディングテーマ | 3rdシングル『ラブミーベイベー / スーパスマイラー』                                                               |
| 君の瞳にロックオン                   | TBS系「おーくぼんぼん」エンディングテーマ（2014年7月 - 9月） FM-FUJI「SOUND FOREST」（パワープレイ、2014年8月16日 - 9月15日） FM NACK5「POWER PLAY」（パワープレイ、2014年8月後期） bayfm「MIDNIGHT POWER PLAY」（パワープレイ、2014年8月11日 - 31日）ほか | feat.新里宏太『君の瞳にロックオン』                                                                              |
| ボクラノナツ                         | 宮崎放送「DoooN!」エンディングテーマ（2014年7月 - 9月） - 宮崎弁 ver. | feat.新里宏太『君の瞳にロックオン』                                                                              |
| 仲間                                 | TBS系「王様のブランチ」エンディングテーマ（2014年10月・11月度） 宮崎放送「DoooN!」エンディングテーマ（2014年10月 - 2015年3月） FM-FUJI「SOUND FOREST」（パワープレイ、2014年11月16日 - 12月15日） FM NACK5「POWER PLAY」（パワープレイ、2014年11月後期） bayfm「MIDNIGHT POWER PLAY」（パワープレイ、2014年11月24日 - 12月14日） 愛知学院大学CMソング（東海・北陸エリア） 長崎放送（テレビ）「MUSIC WOLF TV」マンスリーエンディングテーマ（2015年4月度） | 4thシングル『仲間』                                                                                              |
| 歓声                                 | 琉球朝日放送「めざせ甲子園! 2015速報!!めざせ甲子園!」テーマソング | 4thシングル『仲間』                                                                                              |
| HARUKAZE                             | FM-FUJI「SOUND FOREST」（パワープレイ、2015年3月16日 - 4月15日） CBCラジオ「CBCラジオ マンプレ」（2015年3月の歌） 宮崎放送「DoooN!」エンディングテーマ（2015年4月 - 12月） | 1st fullアルバム『リフレンズ』                                                                                   |
| 1st fullアルバム『リフレンズ』収録曲 | 長崎放送（ラジオ）「MUSIC WOLF」エンディングテーマ（2015年4月、週替わり） | 1st fullアルバム『リフレンズ』                                                                                   |
| 恋のヒットパレード                   | FM-FUJI「SOUND FOREST」（パワープレイ、2016年1月16日 - 2月15日） FM NACK5「POWER PLAY」（パワープレイ、2016年1月後期） TBS「スーパーサッカー」エンディングテーマ（2016年2月・3月度） 宮崎放送「DoooN!」エンディングテーマ（2016年1月 - 3月） | 5thシングル『恋のヒットパレード』                                                                                |

## 出演

### ラジオ

#### レギュラー
- 羽村通信（放送開始不明 - 2015年3月29日、FM-FUJI）- SUNDAY IN THE PARK内包コーナー
- LIFriendsのニシ魂（2014年10月1日 - 2016年3月30日、FM NACK5）- The Nutty Radio Show おに魂水曜内包コーナー
- LIFriendsのハムカツ!（2015年1月8日 - 2017年3月30日、CBCラジオ） - うしみつドキドキ!木曜（水曜深夜）番組
  - Twitterのハッシュタグは#ハムカツである。
- 日曜日のLIFriends（2015年4月5日 - 2016年3月27日、FM-FUJI）- SUNDAY DESIGNS内包コーナー、羽村通信の後継番組

#### 単発特番・ゲスト出演
- LIFriendsのオールナイトニッポンR (2013年8月24日、ニッポン放送・NRN系全国ネット[2][101])
- monaka (2014年11月25日、FM NACK5[102])
- i Meet Up! (2015年1月11日、FM NACK5) - KAMIのみ
- キラメキ ミュージック スター「キラスタ」 (2015年1月20日・6月29日、FM NACK5)
  - 2015年1月20日はSHUNKUNが土屋礼央の代理として出演[103]。

### テレビ
- PON! (2012年8月1日、日本テレビ)

- ロック兄弟（2013年7月、テレビ東京） - 活動や舞台裏などを1ヶ月に渡り放送
- 未来定番曲〜Future Standard〜（第107・109・110・125・127・152・155・156回、テレビ埼玉他） - 「未来定番曲〜Future Standard〜Push!」に決定